# 코리슴산
코리슴산(영어: chorismic acid)은 식물과 미생물에서 중요한 생화학적 대사 중간생성물이다. 생체 내에서 보다 일반적인 형태는 음이온인 코리슴산염(영어: chorismate)이다.

## 전구체로서의 역할
코리슴산은 다음과 같은 물질들의 전구체이다.
- 방향족 아미노산인 페닐알라닌, 트립토판, 티로신
- 인돌, 인돌 유도체 및 트립토판
- 엔테로박틴 생합성에 사용되는 2,3-다이하이드록시벤조산
- 식물 호르몬인 살리실산[1]
- 많은 알칼로이드 및 기타 방향족 대사 산물
- 폴산의 전구체인 4-아미노벤조산
- 식물과 미생물에서 비타민 K와 폴산의 생합성

코리슴산이라는 이름은 "분리하다(to separate)"를 의미하는 고대 그리스어 "χωρίζω"에서 유래한 것으로, 이는 방향족 아미노산의 생합성에서 분기점 역할을 하기 때문이다.

## 생합성
시킴산 → 시킴산 3-인산 → 5-엔올피루빌시킴산 3-인산 (5-O-(1-카복시비닐)-3-포스포시킴산)
|  |

코리슴산 생성효소는 다음과 같은 최종 화학 반응을 촉매하는 효소이다.
5-O-(1-카복시비닐)-3-포스포시킴산 → 코리슴산 + 인산
|  |

## 물질대사
코리슴산은 아미노디옥시코리슴산 생성효소와 아미노디옥시코리슴산 분해효소에 의해 4-아미노벤조산으로 전환된다.
코리슴산 분해효소는 코리슴산을 4-하이드록시벤조산과 피루브산으로 전환하는 효소이다. 코리슴산 분해효소는 대장균 및 기타 그람음성세균에서 유비퀴논 생합성의 첫 번째 단계를 촉매한다.

## 같이 보기
- 방향족 아미노산
- 페닐알라닌
- 트립토판
- 티로신
- 살리실산 생성효소